# Jitpur Bhawanipur
Jitpur Bhawanipur (nep. जीतपुर भवानीपुर) – gaun wikas samiti w środkowej części Nepalu w strefie Narajani w dystrykcie Bara. Według nepalskiego spisu powszechnego z 2001 roku liczył on 2691 gospodarstw domowych i 15662 mieszkańców (7278 kobiet i 8384 mężczyzn).